# Emotion Engine

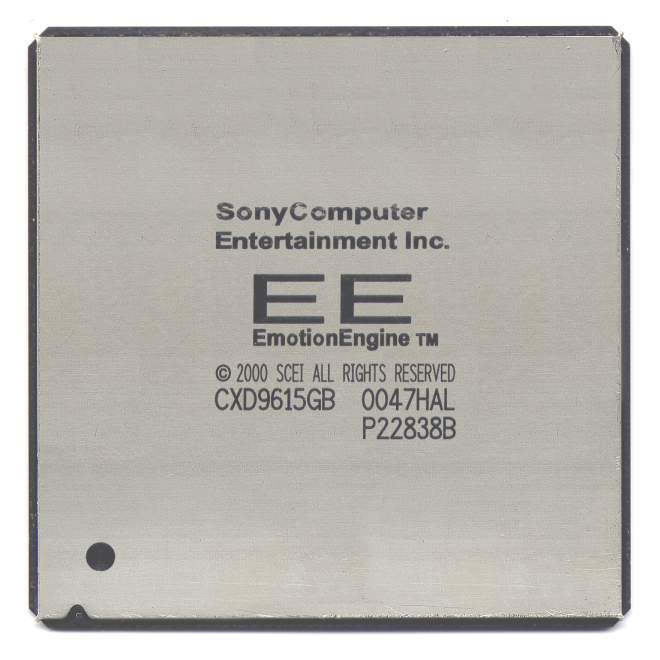
Oberseite der Emotion Engine

Die Emotion Engine ist der Prozessor (CPU) der PlayStation 2 von Sony, der bis heute meistverkauften Spielkonsole der Welt. Diese CPU wurde von Toshiba und Sony gemeinsam entwickelt und basiert auf einem MIPS-Kern. Der Chip wurde ferner in den ersten Modellen der PlayStation 3 eingebaut, um die bei diesen Versionen noch vorhandene native Abwärtskompatibilität (Kompatibilität der Original-PS2-Spiele-CD/DVDs an der PS3) zur PlayStation 2 zu realisieren.

## Technik
Der Chip basiert auf einem erweiterten MIPS-R5900-Kern, auf dem sich neben der eigentlichen CPU zwei Vektorprozessoren (VU0 und VU1) befinden. Ebenso befindet sich ein MPEG-2-Decoder mit auf dem Chip. Der Prozessor wird mit einer Taktfrequenz von 294,912 MHz betrieben und verfügt über einen 16 kB großen Befehlscache sowie einen 8 kB großen Daten-Cache. Der interne Datenbus ist 128 Bit breit und ist mit 150 MHz getaktet. Der externe DRDRAM ist über zwei 16-Bit breite Busse, die mit 400 MHz betaktet sind, angebunden. Die (theoretische) Rohleistung des Prozessors beträgt ca. 6,2 GigaFLOPS (Gleitkommaoperationen/sec).
Auf dem Die befinden sich etwa 10,5 Mio. Transistoren auf einer Fläche von 240 mm². Der Chip wurde von Sony und Toshiba von 1999 bis Ende 2012 im CMOS-Verfahren gefertigt.